# Katharina Pawlowna

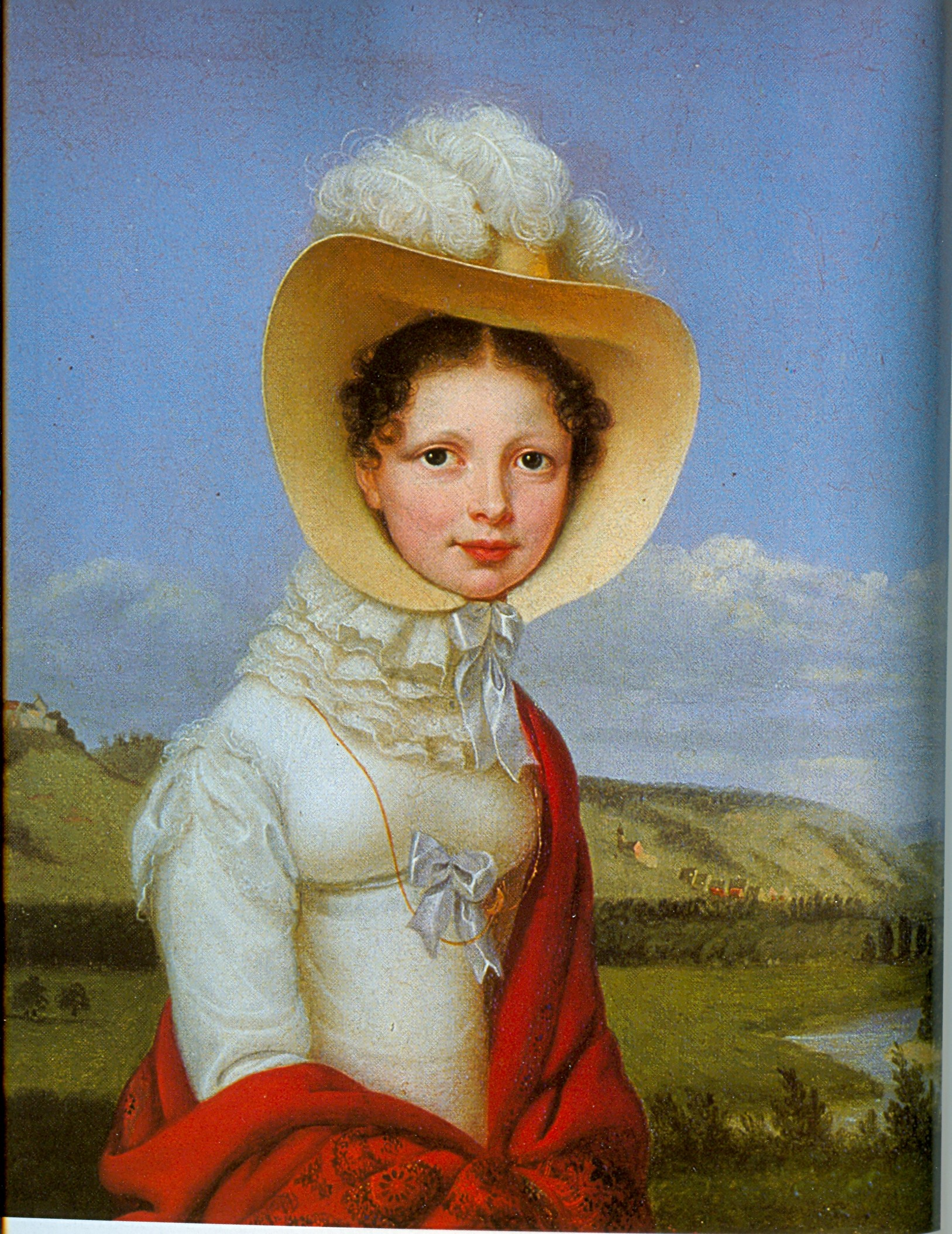
Königin Katharina Pawlowna (Gemälde von Franz Seraph Stirnbrand, 1819)

Katharina Pawlowna Romanowa, Großfürstin von Russland (russisch Екатерина Павловна Романова) aus dem Haus Romanow-Holstein-Gottorp (* 10. Maijul. / 21. Mai 1788greg. in Zarskoje Selo; † 9. Januar 1819 in Stuttgart) war von 1816 bis 1819 Königin von Württemberg nach dem Regierungsantritt ihres Gemahls am 30. Oktober 1816.

## Leben

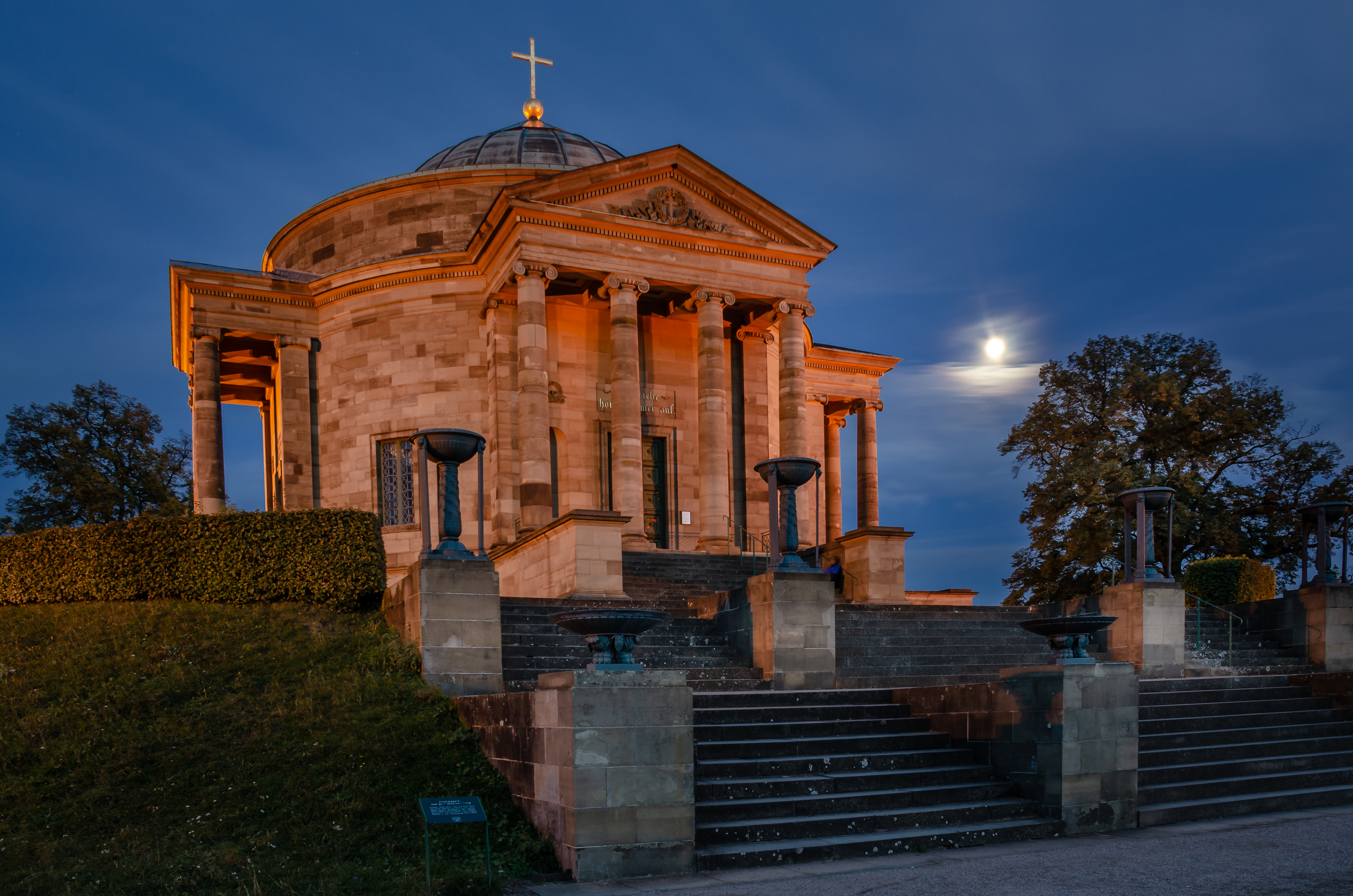
Grabkapelle auf dem Württemberg in Stuttgart-Rotenberg

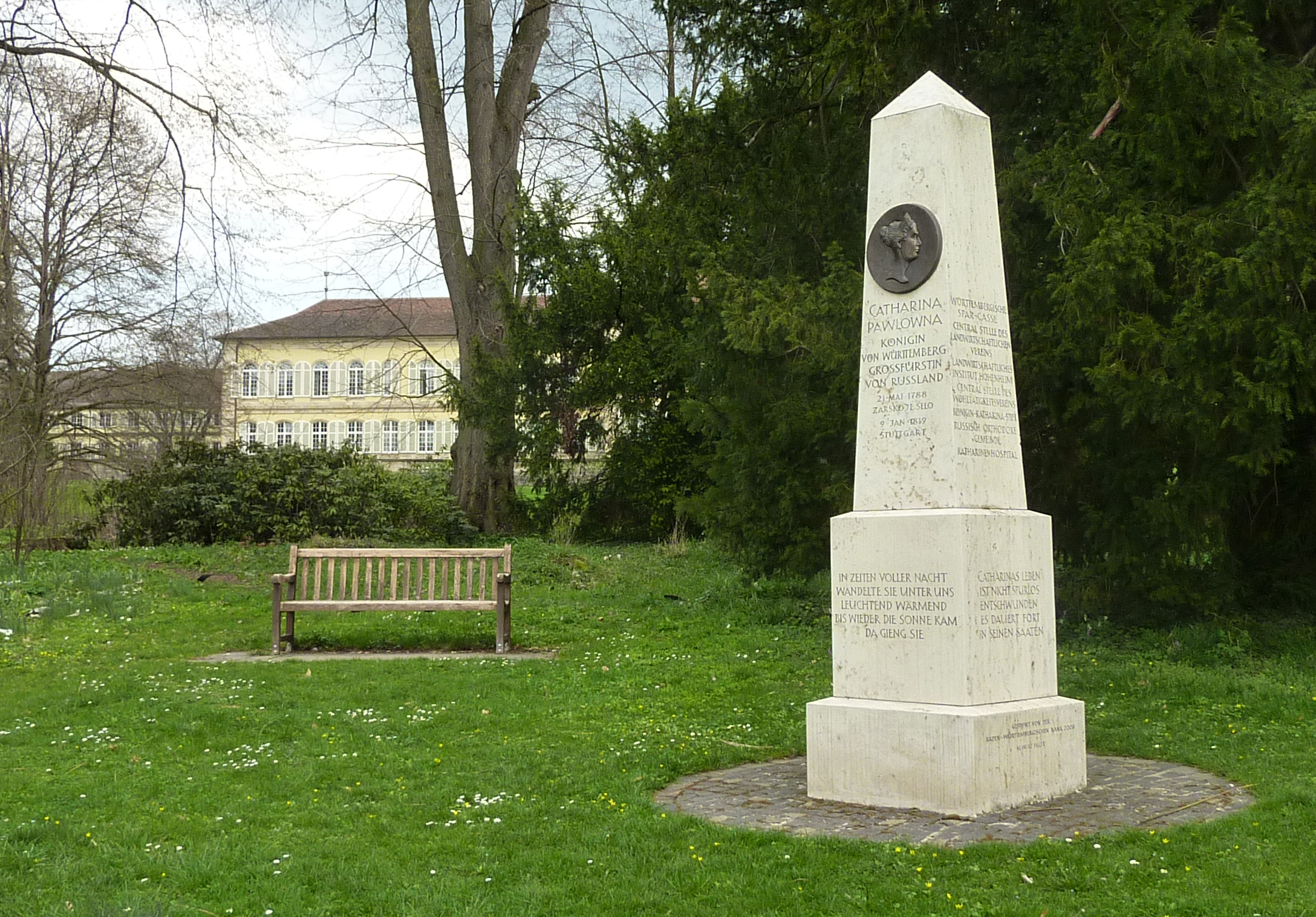
Obelisk in den Hohenheimer Gärten von Markus Wolf (2008)

Großfürstin Katharina Pawlowna war eine Tochter des russischen Zaren Paul (1754–1801) und seiner Ehefrau Marija Fjodorowna (geb. Sophie Dorothee, Herzogin von Württemberg, 1759–1828). Sie hatte neun Geschwister, darunter die späteren Zaren Alexander I. und Nikolaus I.
Laut des am 1. Oktober 1799 auf Schloss Gattschina bei St. Petersburg zwischen Kurpfalz-Bayern und Russland abgeschlossenen Allianz- und Heiratsvertrags sollte sie den 1786 geborenen bayerischen Kurprinzen Ludwig (Sohn Kurfürst Max’ IV. Joseph von Bayern, ab 1825 König Ludwig I. von Bayern) heiraten. Das Heiratsprojekt stieß in den folgenden Jahren auf entschiedenen Widerspruch, insbesondere Napoleons, der selbst eine Ehe mit ihr beabsichtigte, wogegen wiederum die Haltung von Alexanders Mutter zu Napoleon stand, weshalb beide Ehen schließlich nicht zustande kamen. So heiratete sie am 3. August 1809 Herzog Georg von Oldenburg, der nach nur wenigen Jahren Ehe 1812 an einer Typhuserkrankung starb. Völlig verzweifelt und in größter Trauer brach Katharina an seinem Totenbett zusammen und erkrankte ernsthaft. Die Symptome schienen mehr psychischer Natur zu sein – mit täglichen Ohnmachtsanfällen und einer oft lang anhaltenden Körperstarre. Vermutlich litt sie an einer Katatonie.
In zweiter Ehe heiratete Katharina am 24. Januar 1816 in Sankt Petersburg ihren Cousin, den württembergischen Kronprinzen Wilhelm (1781–1864). Die Ehe war auf dem Wiener Kongress 1815 zustande gekommen, nicht zuletzt um das Verhältnis Württembergs, das auf napoleonischer Seite gestanden hatte, zu den ehemaligen Gegnern Russland, Österreich und Preußen zu verbessern. Im April 1816 zog Katharina von Russland nach Stuttgart.
Kurz nach der Eheschließung trat ihr Ehemann im Oktober 1816 nach dem Tod König Friedrichs als König Wilhelm I. die Regierung in einer Notzeit (Missernten, Teuerung, Hungersnot in Württemberg) an. Am 30. Oktober 1816 gebar Katharina, die aus ihrer ersten Ehe bereits zwei Söhne hatte, die gemeinsame Tochter Marie Friederike Charlotte (1816–1887). Am 17. Juni 1818 wurde die zweite Tochter Sophie von Württemberg (1818–1877) geboren.
Bereits vor, aber insbesondere während ihrer Zeit als Königin entfaltete Katharina eine umfangreiche Wohltätigkeitsarbeit. Bekannt wurde sie durch die Gründung des „Zentralen Wohltätigkeitsvereins“, in dem sie gemeinsam mit bürgerlichen Männern und Frauen an der Linderung der Not arbeitete. Zahlreiche andere Institutionen, zum Beispiel das Katharinenstift und das Katharinenhospital in Stuttgart, die Württembergische Landessparkasse sowie das Wohlfahrtswerk für Baden-Württemberg gehen auf sie zurück.
Katharina starb überraschend im Alter von 30 Jahren im Januar 1819. Als sie erfahren hatte, dass Wilhelm I. nicht bereit war, sein Verhältnis mit der italienischen Adligen Blanche de la Flèche (Baronin Keudelstein) († 1864) aufzugeben, fuhr die Königin – nur mit einem dünnen Kleid bekleidet – den beiden in das Königliche Privatgestüt Scharnhausen nach, wobei sie sich in der winterlichen Kälte eine Grippe zuzog. Die Erkrankung war durch eine Gürtelrose verstärkt worden, an der Katharina bereits seit November 1818 gelitten hatte. Das ärztliche Bulletin und der Bericht über die ausgeführte Sektion geben klare Auskunft zur Todesursache. Schon am 3. Januar 1819 hatte sie sich eine leichte Erkältung zugezogen, dennoch wollte sie am folgenden Tag eine Kutschfahrt zum König nach Scharnhausen unternehmen. Außerdem hatte sich in ihrem Mundwinkel ein Bläschen gebildet. In einem Arztbericht heißt es dazu: „Am rechten Mundwinkel zeigte sich ein Bläschen, welches als unbedeutend von Ihrer Majestät ohne Wissen ihrer Ärzte aufgestochen wurde... Nach einer abermals schlaflos zugebrachten Nacht hatte sich die Geschwulst an der rechten Seite der Nase bis zum unteren Augenlid verbreitet.“ Es kam zu einer bakteriellen Infektion. Diese Wundrose führte zu einem Gefäßverschluss im Gehirn, wie die Sektion des Schädels bestätigt hat. Katharina starb morgens um halb acht Uhr an einem Schlaganfall. Der Arztbericht vermerkt: „I.M. sprach morgens um 7 Uhr über mancherlei Gegenstände ungehindert. Danach fiel sie jedoch in Bewusstlosigkeit, der Puls wurde schwächer und sie starb.“ Zum Zeitpunkt ihres Todes war Katharina schwanger. Die Historikerin Patricia Peschel zweifelt an der Version, dass Katharina „ihren untreuen Mann in der Pferdekutsche verfolgte“. Ihrer Ansicht nach sind „die Königin und der König zusammen in dem Pferdewagen nach Scharnhausen gefahren“.
König Wilhelm I. ließ seiner Frau auf dem Württemberg bei Stuttgart von dem italienischen Architekten Giovanni Salucci ein Mausoleum (Grabkapelle) errichten, in dem sie 1824 beigesetzt wurde. Auf seinem Portal steht geschrieben: „Die Liebe höret nimmer auf“.

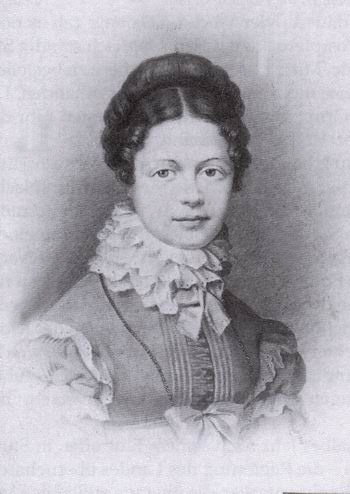
Katharina Pawlowna, unbekannte Quelle
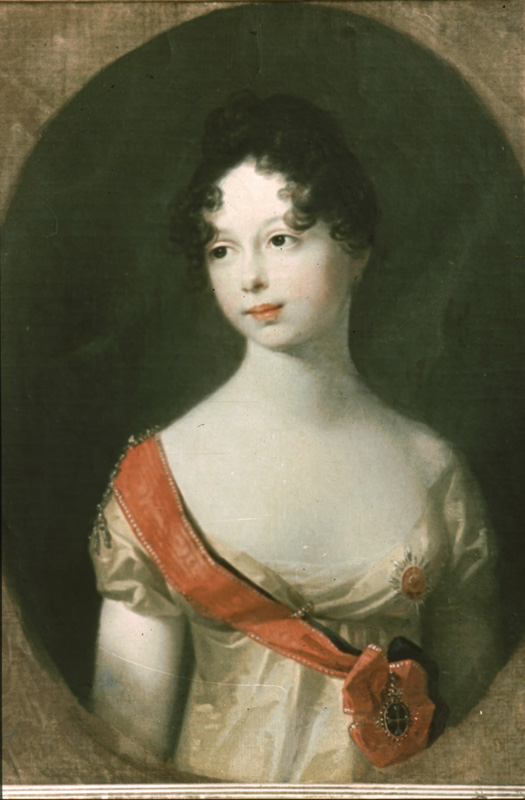
Katharina Pawlowna, um 1818
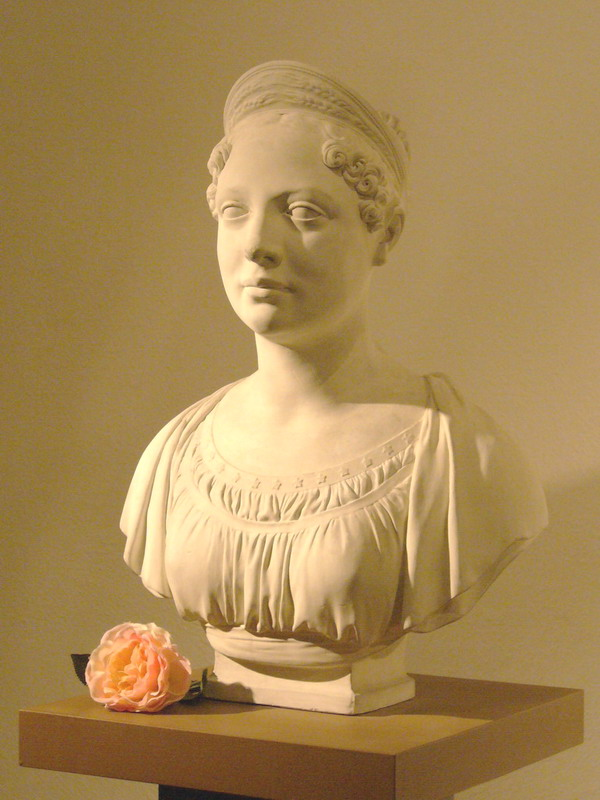
Katharina Pawlowna, Büste in der Grabkapelle auf dem Rotenberg
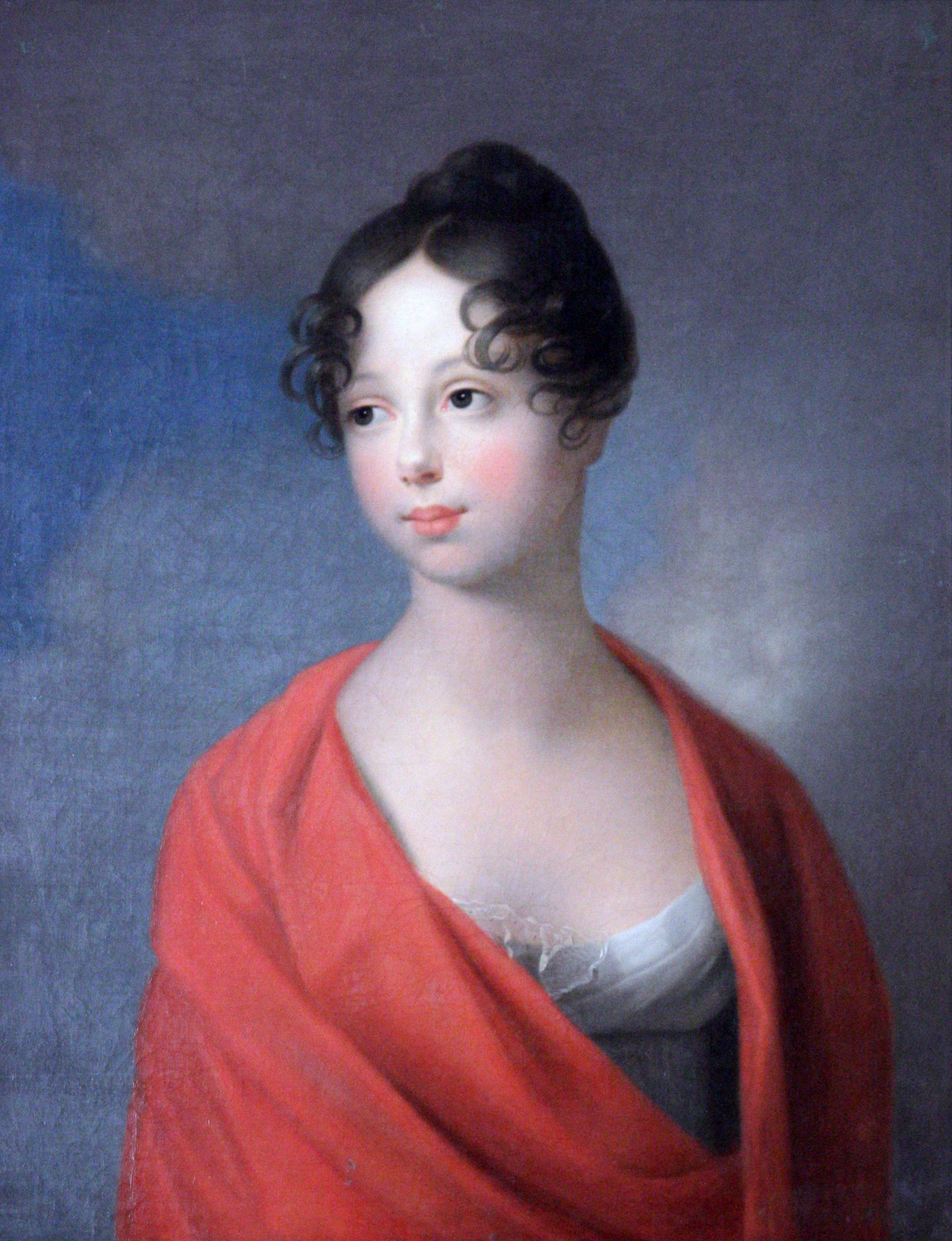
Katharina Pawlowna, Gemälde im Residenzschloss Ludwigsburg
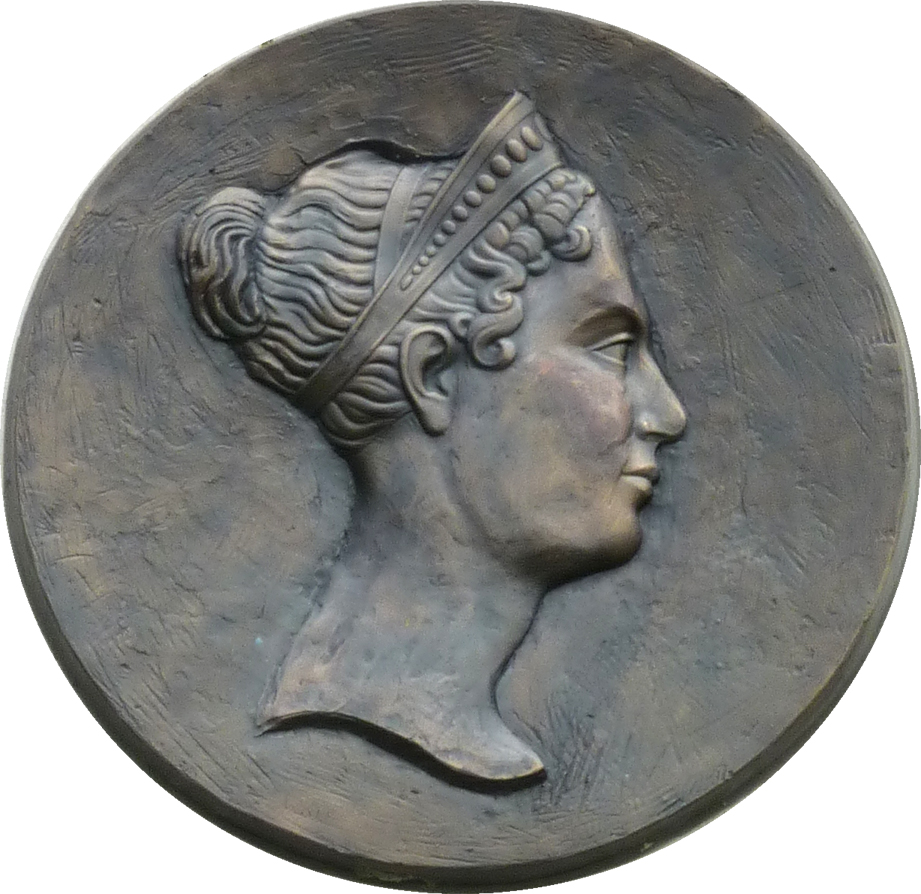
Katharina Pawlowna, Obelisk in den Hohenheimer Gärten

## Nachkommen
Zwei Söhne aus ihrer ersten Ehe mit Herzog Georg von Oldenburg:
- Peter Georg Paul Alexander (* 30. August 1810; † 16. November 1829)
- Konstantin Friedrich Peter (* 26. August 1812; † 14. Mai 1881)

Zwei Töchter aus ihrer zweiten Ehe mit König Wilhelm I. von Württemberg:
- Marie Friederike Charlotte (* 30. Oktober 1816; † 4. Januar 1887) ⚭ 1840 Graf Alfred von Neipperg
- Sophie Friederike Mathilde (* 17. Juni 1818; † 3. Juni 1877) ⚭ 1839 König Wilhelm III. der Niederlande

## Abstammung
|                                    |                                    |                                    |                                    |                                    |                                    |  |  | Christian August (Fürst von Anhalt-Zerbst) | Christian August (Fürst von Anhalt-Zerbst) | Christian August (Fürst von Anhalt-Zerbst) | Christian August (Fürst von Anhalt-Zerbst) | Christian August (Fürst von Anhalt-Zerbst) | Christian August (Fürst von Anhalt-Zerbst) |  |  | Johanna Elisabeth (Fürstin von Anhalt-Zerbst) | Johanna Elisabeth (Fürstin von Anhalt-Zerbst) | Johanna Elisabeth (Fürstin von Anhalt-Zerbst) | Johanna Elisabeth (Fürstin von Anhalt-Zerbst) | Johanna Elisabeth (Fürstin von Anhalt-Zerbst) | Johanna Elisabeth (Fürstin von Anhalt-Zerbst) |  |  | Karl Friedrich (Schleswig-Holstein-Gottorf) (Herzog von Schleswig-Holstein-Gottorf) | Karl Friedrich (Schleswig-Holstein-Gottorf) (Herzog von Schleswig-Holstein-Gottorf) | Karl Friedrich (Schleswig-Holstein-Gottorf) (Herzog von Schleswig-Holstein-Gottorf) | Karl Friedrich (Schleswig-Holstein-Gottorf) (Herzog von Schleswig-Holstein-Gottorf) | Karl Friedrich (Schleswig-Holstein-Gottorf) (Herzog von Schleswig-Holstein-Gottorf) | Karl Friedrich (Schleswig-Holstein-Gottorf) (Herzog von Schleswig-Holstein-Gottorf) |  |  | Anna Petrowna (Herzogin von Schleswig-Holstein-Gottorf)   | Anna Petrowna (Herzogin von Schleswig-Holstein-Gottorf)   | Anna Petrowna (Herzogin von Schleswig-Holstein-Gottorf)   | Anna Petrowna (Herzogin von Schleswig-Holstein-Gottorf)   | Anna Petrowna (Herzogin von Schleswig-Holstein-Gottorf)   | Anna Petrowna (Herzogin von Schleswig-Holstein-Gottorf)   |  |  | Karl Alexander (Herzog von Württemberg)      | Karl Alexander (Herzog von Württemberg)      | Karl Alexander (Herzog von Württemberg)      | Karl Alexander (Herzog von Württemberg)      | Karl Alexander (Herzog von Württemberg)      | Karl Alexander (Herzog von Württemberg)      |  |  | Maria Augusta (Herzogin von Württemberg) | Maria Augusta (Herzogin von Württemberg) | Maria Augusta (Herzogin von Württemberg) | Maria Augusta (Herzogin von Württemberg) | Maria Augusta (Herzogin von Württemberg) | Maria Augusta (Herzogin von Württemberg) |  |  | Friedrich Wilhelm (Markgraf von Brandenburg-Schwedt)  | Friedrich Wilhelm (Markgraf von Brandenburg-Schwedt)  | Friedrich Wilhelm (Markgraf von Brandenburg-Schwedt)  | Friedrich Wilhelm (Markgraf von Brandenburg-Schwedt)  | Friedrich Wilhelm (Markgraf von Brandenburg-Schwedt)  | Friedrich Wilhelm (Markgraf von Brandenburg-Schwedt)  |  |  | Sophie Dorothea Marie (Markgräfin von Brandenburg-Schwedt) | Sophie Dorothea Marie (Markgräfin von Brandenburg-Schwedt) | Sophie Dorothea Marie (Markgräfin von Brandenburg-Schwedt) | Sophie Dorothea Marie (Markgräfin von Brandenburg-Schwedt) | Sophie Dorothea Marie (Markgräfin von Brandenburg-Schwedt) | Sophie Dorothea Marie (Markgräfin von Brandenburg-Schwedt) |  |  |                     |                     |                     |                     |                     |                     |
|                                    |                                    |                                    |                                    |                                    |                                    |  |  | Christian August (Fürst von Anhalt-Zerbst) | Christian August (Fürst von Anhalt-Zerbst) | Christian August (Fürst von Anhalt-Zerbst) | Christian August (Fürst von Anhalt-Zerbst) | Christian August (Fürst von Anhalt-Zerbst) | Christian August (Fürst von Anhalt-Zerbst) |  |  | Johanna Elisabeth (Fürstin von Anhalt-Zerbst) | Johanna Elisabeth (Fürstin von Anhalt-Zerbst) | Johanna Elisabeth (Fürstin von Anhalt-Zerbst) | Johanna Elisabeth (Fürstin von Anhalt-Zerbst) | Johanna Elisabeth (Fürstin von Anhalt-Zerbst) | Johanna Elisabeth (Fürstin von Anhalt-Zerbst) |  |  | Karl Friedrich (Schleswig-Holstein-Gottorf) (Herzog von Schleswig-Holstein-Gottorf) | Karl Friedrich (Schleswig-Holstein-Gottorf) (Herzog von Schleswig-Holstein-Gottorf) | Karl Friedrich (Schleswig-Holstein-Gottorf) (Herzog von Schleswig-Holstein-Gottorf) | Karl Friedrich (Schleswig-Holstein-Gottorf) (Herzog von Schleswig-Holstein-Gottorf) | Karl Friedrich (Schleswig-Holstein-Gottorf) (Herzog von Schleswig-Holstein-Gottorf) | Karl Friedrich (Schleswig-Holstein-Gottorf) (Herzog von Schleswig-Holstein-Gottorf) |  |  | Anna Petrowna (Herzogin von Schleswig-Holstein-Gottorf)   | Anna Petrowna (Herzogin von Schleswig-Holstein-Gottorf)   | Anna Petrowna (Herzogin von Schleswig-Holstein-Gottorf)   | Anna Petrowna (Herzogin von Schleswig-Holstein-Gottorf)   | Anna Petrowna (Herzogin von Schleswig-Holstein-Gottorf)   | Anna Petrowna (Herzogin von Schleswig-Holstein-Gottorf)   |  |  | Karl Alexander (Herzog von Württemberg)      | Karl Alexander (Herzog von Württemberg)      | Karl Alexander (Herzog von Württemberg)      | Karl Alexander (Herzog von Württemberg)      | Karl Alexander (Herzog von Württemberg)      | Karl Alexander (Herzog von Württemberg)      |  |  | Maria Augusta (Herzogin von Württemberg) | Maria Augusta (Herzogin von Württemberg) | Maria Augusta (Herzogin von Württemberg) | Maria Augusta (Herzogin von Württemberg) | Maria Augusta (Herzogin von Württemberg) | Maria Augusta (Herzogin von Württemberg) |  |  | Friedrich Wilhelm (Markgraf von Brandenburg-Schwedt)  | Friedrich Wilhelm (Markgraf von Brandenburg-Schwedt)  | Friedrich Wilhelm (Markgraf von Brandenburg-Schwedt)  | Friedrich Wilhelm (Markgraf von Brandenburg-Schwedt)  | Friedrich Wilhelm (Markgraf von Brandenburg-Schwedt)  | Friedrich Wilhelm (Markgraf von Brandenburg-Schwedt)  |  |  | Sophie Dorothea Marie (Markgräfin von Brandenburg-Schwedt) | Sophie Dorothea Marie (Markgräfin von Brandenburg-Schwedt) | Sophie Dorothea Marie (Markgräfin von Brandenburg-Schwedt) | Sophie Dorothea Marie (Markgräfin von Brandenburg-Schwedt) | Sophie Dorothea Marie (Markgräfin von Brandenburg-Schwedt) | Sophie Dorothea Marie (Markgräfin von Brandenburg-Schwedt) |  |  |                     |                     |                     |                     |                     |                     |
|                                    |                                    |                                    |                                    |                                    |                                    |  |  |                                            |                                            |                                            |                                            |                                            |                                            |  |  |                                               |                                               |                                               |                                               |                                               |                                               |  |  |                                                                                     |                                                                                     |                                                                                     |                                                                                     |                                                                                     |                                                                                     |  |  |                                                           |                                                           |                                                           |                                                           |                                                           |                                                           |  |  |                                              |                                              |                                              |                                              |                                              |                                              |  |  |                                          |                                          |                                          |                                          |                                          |                                          |  |  |                                                       |                                                       |                                                       |                                                       |                                                       |                                                       |  |  |                                                            |                                                            |                                                            |                                                            |                                                            |                                                            |  |  |                     |                     |                     |                     |                     |                     |
|                                    |                                    |                                    |                                    |                                    |                                    |  |  |                                            |                                            |                                            |                                            |                                            |                                            |  |  |                                               |                                               |                                               |                                               |                                               |                                               |  |  |                                                                                     |                                                                                     |                                                                                     |                                                                                     |                                                                                     |                                                                                     |  |  |                                                           |                                                           |                                                           |                                                           |                                                           |                                                           |  |  |                                              |                                              |                                              |                                              |                                              |                                              |  |  |                                          |                                          |                                          |                                          |                                          |                                          |  |  |                                                       |                                                       |                                                       |                                                       |                                                       |                                                       |  |  |                                                            |                                                            |                                                            |                                                            |                                                            |                                                            |  |  |                     |                     |                     |                     |                     |                     |
|                                    |                                    |                                    |                                    |                                    |                                    |  |  | Friedrich August (Fürst von Anhalt-Zerbst) | Friedrich August (Fürst von Anhalt-Zerbst) | Friedrich August (Fürst von Anhalt-Zerbst) | Friedrich August (Fürst von Anhalt-Zerbst) | Friedrich August (Fürst von Anhalt-Zerbst) | Friedrich August (Fürst von Anhalt-Zerbst) |  |  | Katharina II. (Kaiserin von Russland)         | Katharina II. (Kaiserin von Russland)         | Katharina II. (Kaiserin von Russland)         | Katharina II. (Kaiserin von Russland)         | Katharina II. (Kaiserin von Russland)         | Katharina II. (Kaiserin von Russland)         |  |  | Peter III. (Kaiser von Russland)                                                    | Peter III. (Kaiser von Russland)                                                    | Peter III. (Kaiser von Russland)                                                    | Peter III. (Kaiser von Russland)                                                    | Peter III. (Kaiser von Russland)                                                    | Peter III. (Kaiser von Russland)                                                    |  |  |                                                           |                                                           |                                                           |                                                           |                                                           |                                                           |  |  |                                              |                                              |                                              |                                              |                                              |                                              |  |  | Friedrich Eugen (Herzog von Württemberg) | Friedrich Eugen (Herzog von Württemberg) | Friedrich Eugen (Herzog von Württemberg) | Friedrich Eugen (Herzog von Württemberg) | Friedrich Eugen (Herzog von Württemberg) | Friedrich Eugen (Herzog von Württemberg) |  |  | Friederike Dorothea Sophia (Herzogin von Württemberg) | Friederike Dorothea Sophia (Herzogin von Württemberg) | Friederike Dorothea Sophia (Herzogin von Württemberg) | Friederike Dorothea Sophia (Herzogin von Württemberg) | Friederike Dorothea Sophia (Herzogin von Württemberg) | Friederike Dorothea Sophia (Herzogin von Württemberg) |  |  |                                                            |                                                            |                                                            |                                                            |                                                            |                                                            |  |  |                     |                     |                     |                     |                     |                     |
|                                    |                                    |                                    |                                    |                                    |                                    |  |  | Friedrich August (Fürst von Anhalt-Zerbst) | Friedrich August (Fürst von Anhalt-Zerbst) | Friedrich August (Fürst von Anhalt-Zerbst) | Friedrich August (Fürst von Anhalt-Zerbst) | Friedrich August (Fürst von Anhalt-Zerbst) | Friedrich August (Fürst von Anhalt-Zerbst) |  |  | Katharina II. (Kaiserin von Russland)         | Katharina II. (Kaiserin von Russland)         | Katharina II. (Kaiserin von Russland)         | Katharina II. (Kaiserin von Russland)         | Katharina II. (Kaiserin von Russland)         | Katharina II. (Kaiserin von Russland)         |  |  | Peter III. (Kaiser von Russland)                                                    | Peter III. (Kaiser von Russland)                                                    | Peter III. (Kaiser von Russland)                                                    | Peter III. (Kaiser von Russland)                                                    | Peter III. (Kaiser von Russland)                                                    | Peter III. (Kaiser von Russland)                                                    |  |  |                                                           |                                                           |                                                           |                                                           |                                                           |                                                           |  |  |                                              |                                              |                                              |                                              |                                              |                                              |  |  | Friedrich Eugen (Herzog von Württemberg) | Friedrich Eugen (Herzog von Württemberg) | Friedrich Eugen (Herzog von Württemberg) | Friedrich Eugen (Herzog von Württemberg) | Friedrich Eugen (Herzog von Württemberg) | Friedrich Eugen (Herzog von Württemberg) |  |  | Friederike Dorothea Sophia (Herzogin von Württemberg) | Friederike Dorothea Sophia (Herzogin von Württemberg) | Friederike Dorothea Sophia (Herzogin von Württemberg) | Friederike Dorothea Sophia (Herzogin von Württemberg) | Friederike Dorothea Sophia (Herzogin von Württemberg) | Friederike Dorothea Sophia (Herzogin von Württemberg) |  |  |                                                            |                                                            |                                                            |                                                            |                                                            |                                                            |  |  |                     |                     |                     |                     |                     |                     |
|                                    |                                    |                                    |                                    |                                    |                                    |  |  |                                            |                                            |                                            |                                            |                                            |                                            |  |  |                                               |                                               |                                               |                                               |                                               |                                               |  |  |                                                                                     |                                                                                     |                                                                                     |                                                                                     |                                                                                     |                                                                                     |  |  |                                                           |                                                           |                                                           |                                                           |                                                           |                                                           |  |  |                                              |                                              |                                              |                                              |                                              |                                              |  |  |                                          |                                          |                                          |                                          |                                          |                                          |  |  |                                                       |                                                       |                                                       |                                                       |                                                       |                                                       |  |  |                                                            |                                                            |                                                            |                                                            |                                                            |                                                            |  |  |                     |                     |                     |                     |                     |                     |
|                                    |                                    |                                    |                                    |                                    |                                    |  |  |                                            |                                            |                                            |                                            |                                            |                                            |  |  |                                               |                                               |                                               |                                               |                                               |                                               |  |  |                                                                                     |                                                                                     |                                                                                     |                                                                                     |                                                                                     |                                                                                     |  |  |                                                           |                                                           |                                                           |                                                           |                                                           |                                                           |  |  |                                              |                                              |                                              |                                              |                                              |                                              |  |  |                                          |                                          |                                          |                                          |                                          |                                          |  |  |                                                       |                                                       |                                                       |                                                       |                                                       |                                                       |  |  |                                                            |                                                            |                                                            |                                                            |                                                            |                                                            |  |  |                     |                     |                     |                     |                     |                     |
|                                    |                                    |                                    |                                    |                                    |                                    |  |  |                                            |                                            |                                            |                                            |                                            |                                            |  |  |                                               |                                               |                                               |                                               |                                               |                                               |  |  |                                                                                     |                                                                                     |                                                                                     |                                                                                     |                                                                                     |                                                                                     |  |  | Paul I. (Kaiser von Russland)                             | Paul I. (Kaiser von Russland)                             | Paul I. (Kaiser von Russland)                             | Paul I. (Kaiser von Russland)                             | Paul I. (Kaiser von Russland)                             | Paul I. (Kaiser von Russland)                             |  |  | Sophie Dorothee (Kaiserin von Russland)      | Sophie Dorothee (Kaiserin von Russland)      | Sophie Dorothee (Kaiserin von Russland)      | Sophie Dorothee (Kaiserin von Russland)      | Sophie Dorothee (Kaiserin von Russland)      | Sophie Dorothee (Kaiserin von Russland)      |  |  | Friedrich I. (König von Württemberg)     | Friedrich I. (König von Württemberg)     | Friedrich I. (König von Württemberg)     | Friedrich I. (König von Württemberg)     | Friedrich I. (König von Württemberg)     | Friedrich I. (König von Württemberg)     |  |  |                                                       |                                                       |                                                       |                                                       |                                                       |                                                       |  |  |                                                            |                                                            |                                                            |                                                            |                                                            |                                                            |  |  |                     |                     |                     |                     |                     |                     |
|                                    |                                    |                                    |                                    |                                    |                                    |  |  |                                            |                                            |                                            |                                            |                                            |                                            |  |  |                                               |                                               |                                               |                                               |                                               |                                               |  |  |                                                                                     |                                                                                     |                                                                                     |                                                                                     |                                                                                     |                                                                                     |  |  | Paul I. (Kaiser von Russland)                             | Paul I. (Kaiser von Russland)                             | Paul I. (Kaiser von Russland)                             | Paul I. (Kaiser von Russland)                             | Paul I. (Kaiser von Russland)                             | Paul I. (Kaiser von Russland)                             |  |  | Sophie Dorothee (Kaiserin von Russland)      | Sophie Dorothee (Kaiserin von Russland)      | Sophie Dorothee (Kaiserin von Russland)      | Sophie Dorothee (Kaiserin von Russland)      | Sophie Dorothee (Kaiserin von Russland)      | Sophie Dorothee (Kaiserin von Russland)      |  |  | Friedrich I. (König von Württemberg)     | Friedrich I. (König von Württemberg)     | Friedrich I. (König von Württemberg)     | Friedrich I. (König von Württemberg)     | Friedrich I. (König von Württemberg)     | Friedrich I. (König von Württemberg)     |  |  |                                                       |                                                       |                                                       |                                                       |                                                       |                                                       |  |  |                                                            |                                                            |                                                            |                                                            |                                                            |                                                            |  |  |                     |                     |                     |                     |                     |                     |
|                                    |                                    |                                    |                                    |                                    |                                    |  |  |                                            |                                            |                                            |                                            |                                            |                                            |  |  |                                               |                                               |                                               |                                               |                                               |                                               |  |  |                                                                                     |                                                                                     |                                                                                     |                                                                                     |                                                                                     |                                                                                     |  |  |                                                           |                                                           |                                                           |                                                           |                                                           |                                                           |  |  |                                              |                                              |                                              |                                              |                                              |                                              |  |  |                                          |                                          |                                          |                                          |                                          |                                          |  |  |                                                       |                                                       |                                                       |                                                       |                                                       |                                                       |  |  |                                                            |                                                            |                                                            |                                                            |                                                            |                                                            |  |  |                     |                     |                     |                     |                     |                     |
|                                    |                                    |                                    |                                    |                                    |                                    |  |  |                                            |                                            |                                            |                                            |                                            |                                            |  |  |                                               |                                               |                                               |                                               |                                               |                                               |  |  |                                                                                     |                                                                                     |                                                                                     |                                                                                     |                                                                                     |                                                                                     |  |  |                                                           |                                                           |                                                           |                                                           |                                                           |                                                           |  |  |                                              |                                              |                                              |                                              |                                              |                                              |  |  |                                          |                                          |                                          |                                          |                                          |                                          |  |  |                                                       |                                                       |                                                       |                                                       |                                                       |                                                       |  |  |                                                            |                                                            |                                                            |                                                            |                                                            |                                                            |  |  |                     |                     |                     |                     |                     |                     |
| Alexander I. (Kaiser von Russland) | Alexander I. (Kaiser von Russland) | Alexander I. (Kaiser von Russland) | Alexander I. (Kaiser von Russland) | Alexander I. (Kaiser von Russland) | Alexander I. (Kaiser von Russland) |  |  | Konstantin (Großfürst von Russland)        | Konstantin (Großfürst von Russland)        | Konstantin (Großfürst von Russland)        | Konstantin (Großfürst von Russland)        | Konstantin (Großfürst von Russland)        | Konstantin (Großfürst von Russland)        |  |  | Alexandra Pawlowna Romanowa                   | Alexandra Pawlowna Romanowa                   | Alexandra Pawlowna Romanowa                   | Alexandra Pawlowna Romanowa                   | Alexandra Pawlowna Romanowa                   | Alexandra Pawlowna Romanowa                   |  |  | Helena Pawlowna Romanowa                                                            | Helena Pawlowna Romanowa                                                            | Helena Pawlowna Romanowa                                                            | Helena Pawlowna Romanowa                                                            | Helena Pawlowna Romanowa                                                            | Helena Pawlowna Romanowa                                                            |  |  | Maria Pawlowna (Großherzogin von Sachsen-Weimar-Eisenach) | Maria Pawlowna (Großherzogin von Sachsen-Weimar-Eisenach) | Maria Pawlowna (Großherzogin von Sachsen-Weimar-Eisenach) | Maria Pawlowna (Großherzogin von Sachsen-Weimar-Eisenach) | Maria Pawlowna (Großherzogin von Sachsen-Weimar-Eisenach) | Maria Pawlowna (Großherzogin von Sachsen-Weimar-Eisenach) |  |  | Katharina Pawlowna (Königin von Württemberg) | Katharina Pawlowna (Königin von Württemberg) | Katharina Pawlowna (Königin von Württemberg) | Katharina Pawlowna (Königin von Württemberg) | Katharina Pawlowna (Königin von Württemberg) | Katharina Pawlowna (Königin von Württemberg) |  |  | Olga                                     | Olga                                     | Olga                                     | Olga                                     | Olga                                     | Olga                                     |  |  | Anna Pawlowna                                         | Anna Pawlowna                                         | Anna Pawlowna                                         | Anna Pawlowna                                         | Anna Pawlowna                                         | Anna Pawlowna                                         |  |  | Nikolaus I. (Kaiser von Russland)                          | Nikolaus I. (Kaiser von Russland)                          | Nikolaus I. (Kaiser von Russland)                          | Nikolaus I. (Kaiser von Russland)                          | Nikolaus I. (Kaiser von Russland)                          | Nikolaus I. (Kaiser von Russland)                          |  |  | Michael Pawlowitsch | Michael Pawlowitsch | Michael Pawlowitsch | Michael Pawlowitsch | Michael Pawlowitsch | Michael Pawlowitsch |